# Joceline Clemencia
Joceline Andrea Clemencia (Curaçao, 30 november 1952 – aldaar, 30 mei 2011) was een Curaçaos taalwetenschapper, taalactiviste, schrijfster, feministe en onafhankelijkheidsactiviste. Ze was vooral bekend als de voorvechtster van erkenning van het Papiaments als officiële taal van de Nederlandse Antillen.

## Biografie

### Beginjaren
Joceline Clemencia groeide op in een groot gezin met haar ouders Helena Engracia Andreas en Juan Manuel Clemencia. Zij doorliep de middelbare school aan het Maria Immaculata Lyceum te Otrobanda. Zij studeerde Spaans aan de Universiteit van Amsterdam en wijdde haar doctoraalscriptie aan de Curaçaose dichter Elis Juliana. Later promoveerde zij aan dezelfde universiteit in de Spaanse taal en letterkunde. Tijdens haar studententijd raakte ze betrokken bij verschillende activistische bewegingen, waaronder de wereldwijde protesten tegen de Vietnamoorlog en de onafhankelijkheidsbewegingen van de Nederlandse Antillen.

### Loopbaan
Begin jaren tachtig begon Clemencia haar carrière in Curaçao als docente Spaans, eerst aan het Radulphus College en later het Peter Stuyvesant College. Een decennium later was zij directeur van het Instituto Nashonal di Idioma (Nationale Taalinstituut, INI), ook bekend als Sede di Papiamentu. Dit instituut legde zich toe op de bevordering van het gebruik en het onderwijs van het Papiaments, welke taken sedert 1998 door de stichting Fundashon pa Planifikashon di Idioma (FPI) worden voortgezet. In 1996 gaf Clemencia leiding aan het Instituto Kultural Independensha (Instituut voor Culturele Onafhankelijkheid) en later ook de Skol Nobo (Nieuwe School), beide onderwijsinstellingen die zij had opgericht. In het Instituut voor Culturele Onafhankelijkheid werd Papiaments onderwezen, terwijl op de Nieuwe School voor alle leeftijden vanaf 6 jaar onderwijs werd gegeven in vakken niet elders opgenomen in schoolprogramma's, zoals cultuurgeschiedenis, kunst- en natuurstudies. Zij schreef samen met Omayra Leeflang het Papiaments leerboek, getiteld Papiamentu Funshonal, dat een standaard werd in het middelbaar onderwijs.

### Activisme
Voor een groot deel was haar activisme gericht op de Papiamentse taal en de onderdrukking daarvan. Omdat de Papiamentse taal haar wortels heeft in de slavenhandel, was er in het Nederlandse schoolsysteem weinig publieke steun voor het behoud of het onderwijs hiervan. Clemencia kwam op voor standaardisatie en onderwijs van het Papiaments, omdat het de moedertaal van het land was. In een voor UNESCO opgesteld rapport pleitte zij ervoor om het Papiaments en het Engels tot de nationale talen van de Antillen te verklaren. Eerder in 1994 had Clemencia de voorzitter van de Staten van de Nederlandse Antillen, Lucille George-Wout, een petitie met 1422 handtekeningen overhandigd om het sinds 1986 aangeboden wetsontwerp om de moedertaal gelijk te stellen aan het Nederlands in behandeling te nemen. Uiteindelijk werd in 2007 de Landsverordening officiële talen aangenomen met Papiamentu als officiële taal, samen met het Nederlands en het Engels.
Door haar taalstudie schreef Clemencia over vrouwen en hun relatie tot taal en communicatie. De termen en gebruiken, die vrouwen onderling bezigden in berichten over zichzelf, waren een van de thema's waarover ze vaak schreef. Als lid van de Caribbean Association of Women and Scholars (ACWWS) nam ze actief deel aan conferenties en vergaderingen. Zij promootte een feministische identiteit, welke de diversiteit van de Caribische vrouw erkent alsmede haar recht van gebruik van eigen woorden, ongeacht of dat in het Nederlands, Engels, Frans, Spaans of een creooltaal was. Met de door de betrokkene gebezigde taal wordt een identiteitsstrategie gedefinieerd. Naast fervent feministe geloofde Clemencia dat algemene emancipatie, waaronder medebegrepen identiteit, onafhankelijkheid en taal, cruciaal was voor het bereiken van politieke vrijheid.
Clemencia wilde vooral de Afro-Curaçaose bevolking bewust maken van haar afkomst en de cultureel-historische waarden van het eiland. In dit kader gaf Clemencia lezingen op Curaçao en in het buitenland over de geschiedenis van Curaçao en over het slavernijverleden. Daarbij benadrukte ze vaak dat in haar ogen de slavernij op Curaçao had voortgeduurd tot bijna een eeuw na de officiële afschaffing in 1863. Het was dan ook haar hoop dat de Nederlandse regering voor haar rol in de slavernij officiële excuses zou aanbieden.
In de aanloop naar de herstructurering van de Nederlandse Antillen sloot Clemencia zich aan bij andere intellectuelen en vormde in 2006 de Grupo Pro Defensa di Kòrsou (Groep voor de verdediging van Curaçao). Hiermee nam zij als eerste persoon in de Curaçaose politieke geschiedenis het initiatief om een alliantie van de oppositiepartijen te smeden teneinde tijdens verkiezingscampagnes de aanvallen op de autonomie van Curaçao te stuiten. Onder meer verwierp zij, samen met Anthony Godett van de FOL, de slotverklaring met de voorwaarden voor Curaçao om een land binnen het Nederlandse koninkrijk te worden. Clemencia was tevens oprichter en voorzitter van de politieke partij Partido Independensha Kòrsou (Curaçaose Onafhankelijkheidspartij). Zij voerde krachtig campagne voor onafhankelijkheid van Nederland. Reeds bij het staatkundig referendum in 1993 had zij zich voorstander getoond van optie D, onafhankelijkheid. In het kader van een samenwerking met de FOL verscheen Clemencia als lijstduwer op de FOL-lijst bij de eilandsraadverkiezingen van 2007. Zij behaalde 82 voorkeursstemmen. De FOL ging echter na de verkiezingen in zee met de PAR en PNP, die voor de slotverklaring waren. Volgens Clemencia bezegelde de slotverklaring de verzwakking van de Antilliaanse eilanden. Zij trok zich kort hierna noodgedwongen door haar ziekte terug uit de politiek.

### Privé
Clemencia was getrouwd met Frank Kirindongo (ook bekend als Frank Quirindongo), met wie ze drie kinderen had voordat ze gingen scheiden. Ze stierf op 30 mei 2011 in Willemstad na een strijd van twee jaar tegen borstkanker.

## Geselecteerde werken
- Papiamentu in het Curaçaos basisonderwijs (1987), Hacha: maandelijks informatiebulletin voor Antillianen in Utrecht e.o.
- Perspektiva di morto den poesia di Elis Juliana (1987), Plataforma: kwartaalblad van Plataforma di Organisashonnan Antiano
- Een gewaad van Europese magie over het harnas van Afrikaanse magie: enkele aspecten van religiositeit in de poëzie van Elis Juliana (1987), Plataforma: kwartaalblad van Plataforma di Organisashonnan Antiano
- Het grote camouflagespel van de OPI : een thematische benadering van de poëzie van Elis Juliana. KITLV, Leiden (1989). ISBN 978-90-6718-017-7.
- (pap) OPI i e gran kamuflahe: tokante poesia. Sede di Papiamentu, Curaçao (1989). ISBN 978-99904-2-701-1.
- The semiotics of dark clouds in songs and poems of Elia Isenia: art as female therapy (1992). In: Mundu yama sinta mira: womanhood in Curaçao, Fundashon Publikashon, Curaçao, ISBN 99904-0-028-8
- Crime du fin de siècle: de eeuwige vernieuwingsintenties voor het Curaçaosche basisonderwijs, (1993), Black flash, Canada
- Mi ta skirbi pa saka, frustrashon : vijf jonge Antilliaanse dichteressen, Lover, no. 4, (1993) p. 276-279
- Op Curacao baart de vrouw ruimte, Surplus, jaargang 8, no. 5 (1994), p. 2-4
- Suriname en het Caribisch gebied, Surplus, jaargang 8, no. 5 (1994), p. 2–19
- Women who love women in Curaçao: from "Cachapera" to open throats: a commentary in collage, Feminist studies, jaargang 22, no. 1 (april 1996), p. 81–88, ISSN 0046-3663
- Language is more than language in the development of Curac̦ao (1999), UNESCO Representative in the Caribbean, Kingston, Jamaica, ISBN 978-976-95037-5-5
- Katibu ta galiña: from hidden to open protest in Curaçao (20011). In: English- and Dutch-speaking regions, J. Benjamins, Amsterdam, ISBN 90-272-3448-5